# Essex Automobile Company
Essex Automobile Company, hervorgegangen aus Essex Automobile & Supply Company, war ein US-amerikanischer Hersteller von Automobilen.

## Unternehmensgeschichte
Die Essex Automobile & Supply Company hatte ihren Sitz von 1901 bis 1902 in Haverhill in Massachusetts. 1902 wurde daraus die Essex Automobile Company mit Sitz in Lynn, ebenfalls in Massachusetts. Die Produktion von Automobilen lief von 1901 bis 1902. Der Markenname lautete Essex.
Es gab keine Verbindung zur Essex Motor Car Company und zu Essex (Automarke).

## Fahrzeuge
Das einzige Modell war ein kleiner Runabout. Ungewöhnlich für so ein Fahrzeug war der Vierzylindermotor, während viele Konkurrenzmodelle nur Ein- oder Zweizylindermotoren hatten. Er leistete 5 PS und trieb über eine Kette die Hinterachse an. Das Fahrgestell hatte 152 cm Radstand. Die offene Karosserie bot Platz für zwei Personen. Gelenkt wurde mit einem Lenkhebel. Auf Kotflügel wurde verzichtet. Der Neupreis betrug 700 US-Dollar.